# Steffen Augsberg
Steffen Augsberg (* 13. September 1976 in Gießen) ist ein deutscher Rechtswissenschaftler und Professor für öffentliches Recht an der Justus-Liebig-Universität Gießen.

## Werdegang
Nach seinem Abitur an der Goetheschule Wetzlar studierte Augsberg von 1995 bis 2000 Rechtswissenschaft (und anglo-amerikanisches Recht) an der Universität Trier und der Universität München. Im Jahr seines Studienabschlusses legte er auch sein Erstes Juristisches Staatsexamen ab. Seine Promotion erlangte Augsberg im Jahr 2002 an der Universität Heidelberg. Im Juli 2004 legte er vor dem Gemeinsamen Prüfungsamt der Länder Freie Hansestadt Bremen, Freie und Hansestadt Hamburg und Schleswig-Holstein sein Zweites Juristisches Staatsexamen ab. Im Jahr 2011 habilitierte er sich an der Universität zu Köln, womit er auch die Venia legendi erwarb. Von 2011 bis 2013 hatte er den Lehrstuhl für Öffentliches Recht, insbesondere Recht des Gesundheitswesens an der Universität des Saarlandes inne, seit 2013 ist Augsberg Professor (W3) für Öffentliches Recht an der Justus-Liebig-Universität Gießen. Von 2016 bis 2024 war er Mitglied des Deutschen Ethikrats.
Steffen Augsberg war im Zuge der Sterbehilfe-Debatte als Prozessbevollmächtigter des Bundestages im Verfahren zu § 217 StGB beteiligt, der die geschäftsmäßige Förderung der Selbsttötung unter Strafe stellte. Gemeinsam mit Eugen Brysch, Vorstand der Deutschen Stiftung Patientenschutz, verfasste er im Vorfeld den Gesetzentwurf für das Verbot und gilt damit als dessen „Erfinder“. In einem am 26. Februar 2020 verkündeten Urteil erklärte das Bundesverfassungsgericht dieses Verbot aufgrund seiner „autonomiefeindlichen Wirkung“ für verfassungswidrig und daher für nichtig.
Sein Zwillingsbruder ist der Professor für Rechtsphilosophie und Öffentliches Recht an der Universität Kiel, Ino Augsberg.

## Publikationen (Auswahl)

### Monographien
- Rechtsetzung zwischen Staat und Gesellschaft. Möglichkeiten differenzierter Steuerung des Kapitalmarktes, Duncker & Humblot, Berlin 2003 (= Schriften zum Öffentlichen Recht. Band 925).
- Normalität und Normativität. Überlegungen zur Untauglichkeit des Ausnahmefalls als Basis von Rechtsetzung und Rechtsanwendung (Veröffentlichung i. V. [Nomos], Manuskript 155 Seiten).
- Parteien-Konstitution (Habilitationsschrift, Veröffentlichung i. V., Manuskript 524 Seiten).

### Lehrbücher
- Der Kurzvortrag im Ersten Examen, München 2008 (C.H. Beck).
  - Öffentliches Recht (zusammen mit Christian Burkiczak), 2. Auflage 2012.
  - Strafrecht (zusammen mit Barbara Mittler), 2. Auflage 2013.
  - Zivilrecht (zusammen mit Janko Büßer), 3. Auflage 2015.
  - Verwaltungsprozessrecht. Grundstrukturen und Klausurfälle, Stuttgart 2010 (Boorberg).
- Klausurtraining Verfassungsrecht. Grundstrukturen – Prüfungsschemata – Formulierungsvorschläge (zusammen mit Ino Augsberg und Thomas Schwabenbauer), 2. Auflage, Baden-Baden 2016 (Nomos).

### Herausgeberschaften
- Kölner Juristen. Beiträge zu einer Ringvorlesung an der Universität zu Köln, Sommersemester 2010 und Wintersemester 2010/2011 (zusammen mit Andreas Funke), Tübingen 2013 (Mohr Siebeck).

### Kommentierungen (Auswahl)
- § 5 (Gleichbehandlung), § 6 (Satzung und Programm), § 7 (Gliederung), § 8 (Organe), § 9 (Mitglieder- und Vertreterversammlung [Parteitag, Hauptversammlung]), § 15 (Willensbildung in den Organen), § 29 (Prüfung des Rechenschaftsberichts), § 30 (Prüfungsbericht und Prüfungsvermerk), § 31 (Prüfer) in: Jens Kersten/Stephan Rixen (Hrsg.): Parteiengesetz und europäisches Parteienrecht, Stuttgart 2009 (Kohlhammer), S. 128–224, 266–281, 483–506
- § 8 (Entnahme von Organen und Geweben), § 16a (Verordnungsermächtigung), § 16b (Richtlinien zum Stand der Erkenntnisse der medizinischen Wissenschaft zur Entnahme von Geweben und deren Übertragung) in: Wolfram Höfling (Hrsg.): Transplantationsgesetz, 2. Auflage Berlin 2013 (Erich Schmidt), S. 333–390, 810–851.
- Präambel, Art. 1 (Würde des Menschen), Art. 2 (Recht auf Leben), Art. 3 (Recht auf Unversehrtheit), Art. 4 (Verbot der Folter und unmenschlicher oder erniedrigender Strafe oder Behandlung), Art. 5 (Verbot der Sklaverei und der Zwangsarbeit), Art. 11 (Freiheit der Meinungsäußerung und Informationsfreiheit), Art. 12 (Versammlungs- und Vereinigungsfreiheit), Art. 39 (Aktives und passives Wahlrecht bei den Wahlen zum Europäischen Parlament), Art. 40 (Aktives und passives Wahlrecht bei den Kommunalwahlen) der Charta der Grundrechte in: Hans von der Groeben/Jürgen Schwarze (Hrsg.): EUV/AEUV-Kommentar, 7. Auflage Baden-Baden 2015 (Nomos), S. 105–128, 148–156, 336–340.